# Прудный (Красноярский край)
Прудный — посёлок в Курагинском районе Красноярского края. Входит в состав Марининского сельсовета.

## История
В 1968 г. указом президиума ВС РСФСР поселок при ферме № 3 Курагинского совхоза переименован в Прудный.

## Население
| 2010 |
| ---- |
| 196  |